# Planes
Planes é um município da Espanha na província de Alicante, comunidade autónoma da Comunidade Valenciana. Tem 38,9 km² de área e em 2021 tinha 693 habitantes (densidade: 17,8 hab./km²).

## Demografia
| Variação demográfica do município entre 1991 e 2004 | Variação demográfica do município entre 1991 e 2004 | Variação demográfica do município entre 1991 e 2004 | Variação demográfica do município entre 1991 e 2004 |
| --------------------------------------------------- | --------------------------------------------------- | --------------------------------------------------- | --------------------------------------------------- |
| 1991                                                | 1996                                                | 2001                                                | 2004                                                |
| 769                                                 | 822                                                 | 787                                                 | 794                                                 |